# Трубівщина
Трубі́вщина —  село в Україні, в Бориспільському районі Київської області. Входить до складу Яготинської міської громади. Населення становить 367 осіб.
1859 - х. Трубещина(Трубежщина) - 11 дворів, 92 жителя.
| Україна | Це незавершена стаття з географії України. Ви можете допомогти проєкту, виправивши або дописавши її. |